# Deux motets, op. 6 de Chausson
Les Deux motets, opus 6, sont une œuvre de musique religieuse d'Ernest Chausson composée en 1883.

## Présentation
Les Deux motets, op. 6, sont composés en 1883 et consistent en deux motets, :
1. Deus Abraham, pour voix et accompagnement d'instruments, de juin 1883[3] ;
2. Ave verum corpus, pour voix et harmonium, achevé à Pressagny-l'Orgueilleux le 13 septembre 1883[3],[1].

L'Ave verum, dédié à Marie Escudier, belle-sœur d'Ernest Chausson, est le seul motet du corpus du compositeur à avoir été édité de son vivant, par Veuve Girod. La version éditée est en mi, écrite pour soprano ou ténor avec accompagnement d'harmonium, mais il existe également une version manuscrite autographe pour contralto ou baryton avec accompagnement d’harmonium, en ré , ainsi qu'une en fa, conservée à la Bibliothèque nationale de France.
Le Deus Abraham n'est en revanche publié que de façon posthume, en 1926, par la Librairie de l'Art Catholique, vraisemblablement sous l'impulsion de la veuve de Chausson, Jeanne Escudier-Chausson. La version éditée est en la, pour chant (contralto) avec accompagnement de violon et orgue, mais il existe aussi une version manuscrite autographe, en si bémol, pour baryton avec accompagnement de violon, violoncelle, harpe et orgue.

## Analyse

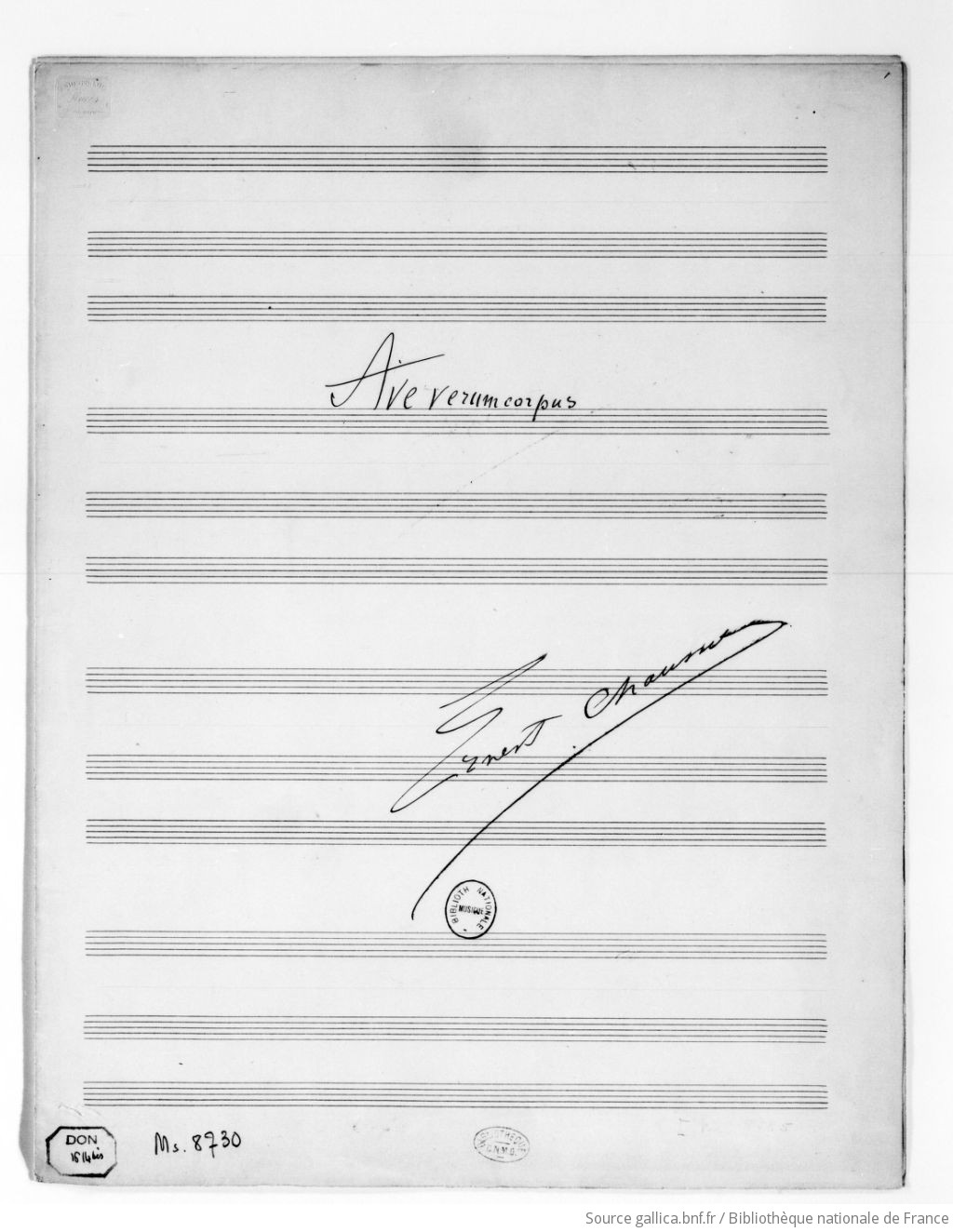
Ave verum corpus, page de titre du manuscrit autographe.

### Deus Abraham
Le texte du motet est issu du livre de Tobie.
Pour le musicologue Jean Gallois, Deus Abraham a certainement été composé et chanté à l'occasion du mariage d'Ernest Chausson, le 20 juin 1883, en l'église Saint-Augustin.
La pièce est « d'un dépouillement volontaire — celui de deux êtres s'offrant l'un à l'autre par le sacrement du mariage —, où le mouvement sostenuto se développe sans heurts, où le chant s'appuie sur les simples accords de l'orgue que seules rehaussent discrètement les interventions des instruments à cordes ». Gallois relève que c'est une page « emplie d'espoir aussi, puisqu'elle appelle le Dieu d'Abraham, Isaac et Jacob à les installer dans la vie éternelle ».

### Ave verum corpus
Dans le deuxième motet de l'opus 6, Ave verum corpus, Jean Gallois note que Chausson « s'en tient à une ligne hymnologique assez classique, s'autorisant à l'occasion quelques chromatismes », mais « que sa facture générale tripartite révèle avant tout une grande noblesse de pensée, d'écriture, la fin se résolvant sur une jolie tierce picarde : ici affleure bien l'âme généreuse et fraîche du musicien ». 
Chanté en 1885 au couvent des Dames-Augustines de Versailles où réside la marraine de Chausson Berthe de Rayssac à la fin de sa vie, le motet est jugé d'un « sentiment pénétrant, religieux et vivant »,.  

## Discographie
- Ernest Chausson: Organ and Choral Works, Stanisław Maryjewski (orgue), solistes et chœur académique de l'université de Lublin, Elżbieta Krzemińska (dir.), Acte Préalable AP0556, 2023, premier enregistrement mondial[13].

### Partitions
- Ernest Chausson (édition critique Isabelle Bretaudeau), Les Dix Motets : opus 6, 12 et 16, Lyon, Symétrie, 2021 (ISBN 978-2-36485-124-5, présentation en ligne).

### Ouvrages
- Jean Gallois, Ernest Chausson, Paris, Fayard, 1994, 605 p. (ISBN 978-2-213-03199-6).
- Adélaïde de Place, « Ernest Chausson », dans François-René Tranchefort (dir.), Guide de la musique sacrée et chorale profane : De 1750 à nos jours, Paris, Fayard, coll. « Les indispensables de la musique », 1993, 1176 p. (ISBN 2-213-02254-2), p. 183-185.
- Gilles Thiéblot, Ernest Chausson, Paris, Bleu nuit éditeur, coll. « Horizons » (no 86), 2021, 176 p. (ISBN 978-2-35884-102-3).